# Cyprien Sarrazin
Cyprien Sarrazin (* 13. října 1994, Gap, Francie) je francouzský závodník Světového poháru v alpském lyžování, který závodí v obřím slalomu, super-G a sjezdu.
Sarrazin debutoval ve Světovém poháru ve věku 21 let v únoru 2016. Zpočátku se specializoval na obří slalom, teprve ve svém sedmém závodě Světového poháru v sezóně 2016–2017 vyhrál paralelní obří slalom v Alta Badii.
V roce 2018, po zranění hlavy při tréninku v Německu, skončil na jednotce intenzivní péče. Na chvíli zvažoval, že s lyžováním úplně přestane.
Později se Sarrazin obrátil k rychlostním disciplínám a dosáhl průlomového úspěchu v sezóně 2023–2024, kdy vyhrál v Bormiu a dvakrát v Kitzbühelu ve sjezdu a Super-G ve Wengenu.